# Лев Склір
Лев Склір (бл. 775 — бл. 824) — державний та військовий діяч Візантійської імперії.

## Життєпис
Походив з вірменської шляхти Малої Вірменії. Про батьків відсутні відомості. Задля зміцнення свого майнового та суспільного становища оженився на представниці могутнього роду Маміконянів. Службу розпочав у прикордонних загонах імперії, що діяли переважно на Кавказі. За часів імператора Никифора I перебрався до Константинополя після того, як 803 року не підтримав повстання свого тестя Бардана Туркоса Маміконяна.
У 805 році призначається стратегом феми Пелопоннес. Йому було доручено приборкати слов'янські племена, що захопили північ та схід цього півострова. Лев Склір завдав рішучої поразки супротивникові в битві біля Патр, внаслідок чого зумів змусити слов'янських вождів підкоритися імператору, але натомість було домовлено щодо збереження внутрішньої самостійності громад слов'ян.
Згодом діяв проти Болгарської держави у складі візантійського війська. 811 року брав участь у битві при Плісці. Ймовірно все ж зумів врятуватися після важкої поразки. Підтримував дії імператора Ставракія на Балканах. У 813 році сприяв захопленню імператорської влади Львом V, якому доводився родичем через свою сестру. Помер Лев Склір до 824 року.

## Родина
Дружина — Ірина, донька Бардана Турка, доместіка схол Сходу.
Діти:
- син (800—після 838). Мав сина Феодора, магістра
- Евфросинія (805—842), черниця